# Raphael Andergassen
Raphael Andergassen (Bolzano, 14 giugno 1993) è un hockeista su ghiaccio italiano, milita come attaccante nell'Hockey Club Val Pusteria, squadra della ICE Hockey League di cui è capitano.

## Carriera

### Club
Andergassen crebbe nelle file del Caldaro, con cui esordì in seconda serie nella stagione 2010-2011; il suo debutto in massima serie avvenne con la maglia del Renon (di cui il Caldaro era farm team) nella stagione 2012-2013, in prestito.
Tornò a calcare il ghiaccio della massima serie nella stagione 2014-2015, iniziata col Caldaro, ma terminata - dopo il trasferimento avvenuto a gennaio 2015 - col Val Pusteria.
Coi brunicensi si mise in luce tanto da guadagnarsi un rinnovo triennale già al termine di quella stagione, ed un nuovo contratto della medesima durata nel 2018.
Venne confermato anche nel 2021, quando la squadra lasciò la Alps Hockey League per la più competitiva ICE Hockey League.
Nell'estate del 2022 venne nominato nuovo capitano, a seguito della decisione di Armin Hofer di rescindere il contratto con la compagine brunicense.

### Nazionale
Vestì sia la maglia dell'Italia Under-18 che dell'Italia Under-20, disputando con entrambe due mondiali di categoria.
Esordì con la Nazionale maggiore nel 2014; con gli azzurri disputò tre edizioni del campionato mondiale di hockey su ghiaccio - Prima Divisione - A (2015, 2016 e 2018, questi ultimi due chiusi entrambi al secondo posto, con promozione al mondiale elite) e tre del mondiale elite (2017, 2019 e 2021).

## Palmarès

### Club
- Supercoppa italiana: 1

Val Pusteria: 2016

### Giovanili
- Campionato italiano Under-20: 1

Caldaro: 2009-2010

### Nazionale
- Campionato mondiale di hockey su ghiaccio Under-18 - Seconda Divisione: 1

Estonia 2010

### Individuale
- Miglior percentuale nei Face-Off del Campionato mondiale di hockey su ghiaccio - Prima Divisione: 1

Polonia 2016 (72,00%)
- Capocannoniere della Serie A: 1

2019-2020 (8 punti)
- Maggior numero di reti della Serie A: 1

2019-2020 (4 reti)